# QuarkXPress
QuarkXPress — професійна і широковживана програма верстки фірми Quark для комп'ютерів з операційною системою Windows і Macintosh.

## Історія
Перша версія QuarkXPress була випущена в 1987 році і працювала на комп'ютерах Macintosh, а перша версія під Windows з'явилася в 1992 році. Версія 3.3 для Mac, випущена в 1996 році, розглядалася як стабільна і працювала зі шрифтами Adobe PostScript так само легко, як і зі шрифтами Apple TrueType.
З перших версій в QuarkXPress був включений інтерфейс прикладного програмування «XTension», який дозволяв стороннім розробникам створювати свої власні додаткові розширення для програми. Представлений в 1989 році, XTension, поряд з Apple, HyperCard, зробив Quark однією з перших програм, яка працювала з розширеннями, створеними сторонніми розробниками.
В 1990-х роках QuarkXPress придбав широку популярність в галузі професійної верстки та поліграфічного дизайну завдяки простоті використання, невибагливості системних вимог, підтримці векторних шрифтів та інших широко затребуваних в галузі можливостей.
На момент появи свого основного конкурента Adobe InDesign в 1999 році QuarkXPress, незважаючи на постійну критику за високу вартість ліцензії і досить довгий період впровадження інновацій, де-факто був промисловим стандартом, покриваючи близько 90% ринку.
Випуск п'ятої версії в 2002 році привів до конфлікту з фірмою Apple, оскільки реліз все ще не підтримував Mac OS X, в той час як Adobe InDesign, випущений на тому ж тижні, підтримував. Одночасно з цим президент Quark Inc. Фред Ебрахімі виступив з різкою критикою платформи Macintosh і відзначив, що тим, хто не задоволений роботою Quark на платформі Mac, варто спробувати що-небудь інше.
Внаслідок суперництва з InDesign Quark став здавати свої позиції і був змушений зробити ряд кроків для того, щоб утриматися на ринку. Версія для Mac OS X була випущена в 2003 році. У 2004 році Quark почав знижувати вартість ліцензії; у 2006 році він став поширювати застарілу на той момент версію 5 безкоштовно (як додаток до британського журналу «Computer Shopper»), намагаючись таким чином залучити споживачів до подальшої купівлі оновленої версії. Незважаючи на колишні суперечки, в серпні 2006 року Quark випустив нову версію з підтримкою Mac Intel, обігнавши InDesign приблизно на 10 місяців.
Останні релізи підтримують Mac OS X до версії 10.6.2 (Snow Leopard) і Windows. Багатомовна версія (QuarkXPress Passport) підтримує 36 мов, включаючи російську. Починаючи з версії 7.02 присутні автоматичні переноси і перевірка орфографії, з версії 7.3 — мова інтерфейсу. З моменту виходу першої версії і по даний момент права на QuarkXPress належать Quark Inc.

## Використання та особливості
Пакет надає основні функції шрифту, вирівнювання, інтервалів і кольору, але також надає своїм користувачам професійні варіанти набору, такі як кернінг, викривлення тексту вздовж лінії та лігатури.
Документ QuarkXPress містить текстові та графічні поля. Поле можна змінювати, розшаровувати та надавати різні рівні прозорості та вирівнювання тексту (оббіг). Розташування поля, а також графічне або текстове позиціонування дозволяється в межах поля з точністю до однієї тисячної дюйма.
Контроль кольору дозволяє повноцінно використовувати стандартні фарби Pantone або Hexachrome для друкарської машини, а також ряд інших варіантів колірного простору. Чернетки можна роздрукувати на звичайних настільних принтерах. Для друкарських верстатів можна виробляти технологічні кольорові плівки (CMYK). QuarkXPress також пропонує можливість для композиційних робочих процесів, як із виведенням PostScript, так і PDF.
QuarkXPress пропонує синхронізацію макета, багаторазові функції скасування/повторення, функції XML і веб-сторінки (HTML), а також підтримку прямого імпорту та виведення PDF. Документи можна перевірити (перед польотом) перед друком. Цей високорівневий попередній перегляд друку автоматично визначає конфлікти та інші проблеми друку. Adobe має подібну функцію в InDesign.
Функція композиції зон робить це єдиним настільним додатком з багатокористувацькими можливостями, дозволяючи кільком користувачам редагувати різні зони на одній сторінці. Composition Zones просуває спільну роботу на крок далі, ніж просто одночасне використання тексту/зображення (як це можливо з Quark CopyDesk з 1991 року), оскільки дозволяє редагувати макет і графічні елементи за межами програми макета.
Визначені користувачем правила, вихідні характеристики та специфікації макета можна використовувати для інтелектуальних шаблонів і дозволити спільне використання ресурсів (наприклад, визначення таблиць стилів на основі сервера).
Версія 6.5, випущена в кінці 2004 року, додала розширену підтримку формату Photoshop (PSD). Завдяки інтеграції PSD та функції маніпулювання зображеннями QuarkXPress отримав ряд нагород, таких як «Вибір редакції Macworld» у 2004 році.
Версія 7 додала підтримку OpenType, Unicode, JDF, а також PDF/X-експорт. QuarkXPress 7 також додав унікальні функції, такі як власна прозорість на рівні кольору.